# マダガスカルウツボカズラ
マダガスカルウツボカズラ Nepenthes madagascariensis は、ウツボカズラ属の食虫植物の1つ。マダガスカル産で、これはこの属の分布の最西端に当たる。

## 特徴
蔓状になる多年生植物で食虫植物。茎は地表付近でこぶ状に肥大し、ここから多数の茎を出し、ブッシュ状に茂る。高さ40-60cmが普通だが、時には2mにもなり、疎林の樹木などによじ登る。
葉は互生。葉身は楕円形で長さ10-30cm、幅3-8cmになる。葉柄は長さ3-5cmあり、表側に深い縦溝があり、その基部は茎を半分近く抱える。
捕虫袋にはやや2形がある。下位のものは細長い卵形で、2本の縦翼は線状で、時にその縁に細かな突起を持つ。縁歯は外側で内側に巻き込んで平らに伸び、幅5-14mm。蓋は円状卵円形で径3-5cm。蓋の付け根に突起があり、長さ4-6mm。上位の袋は漏斗状で下から上に次第に広がる。下方の袋は黄緑色から緑で、時に赤みを帯びる。上位の袋は黄緑色から白っぽい色をしている。袋の内側には多数の蜜腺がある。

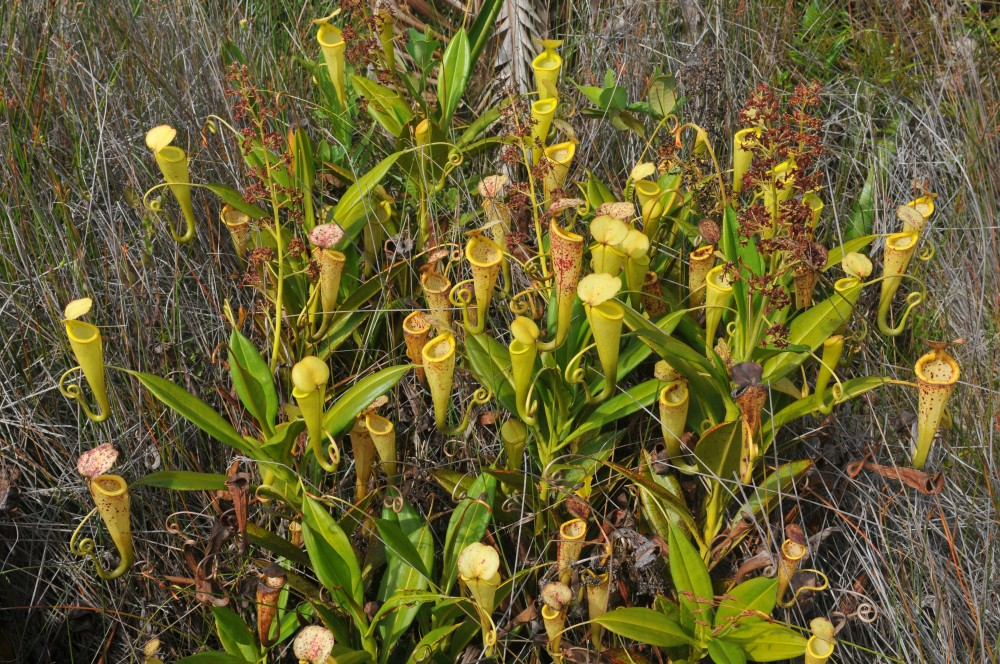
生育している様子
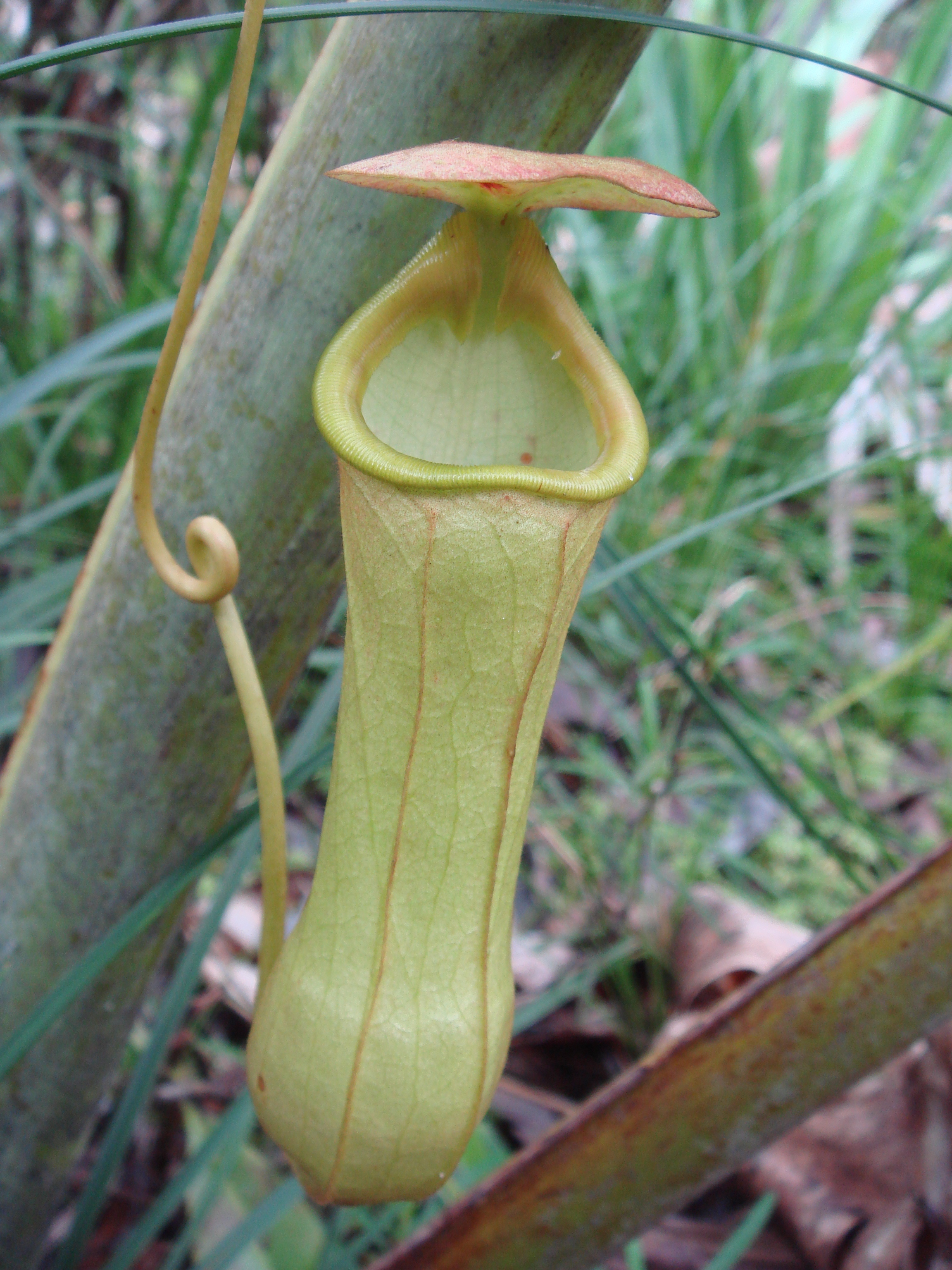
下位の捕虫袋
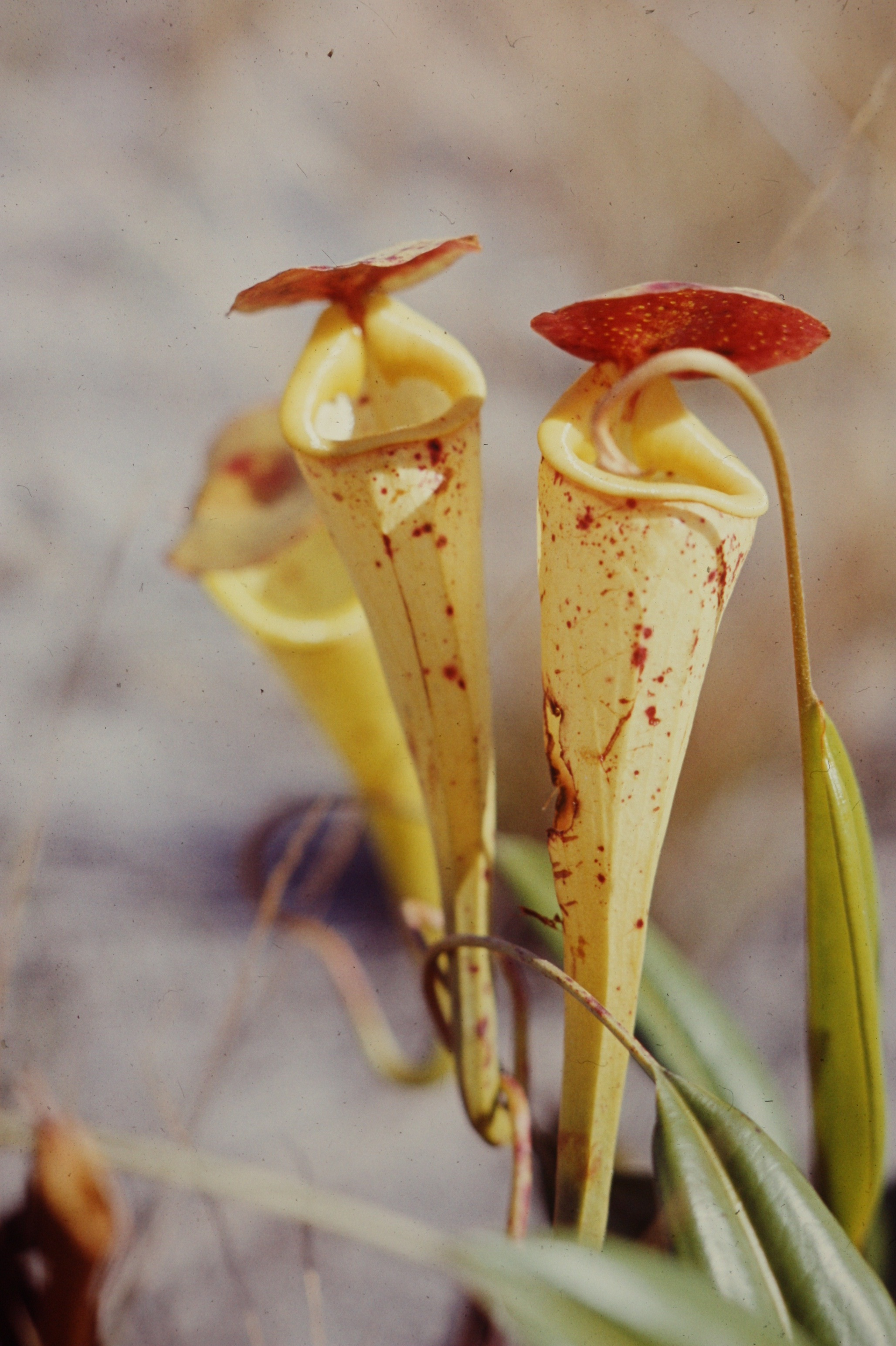
上位の袋
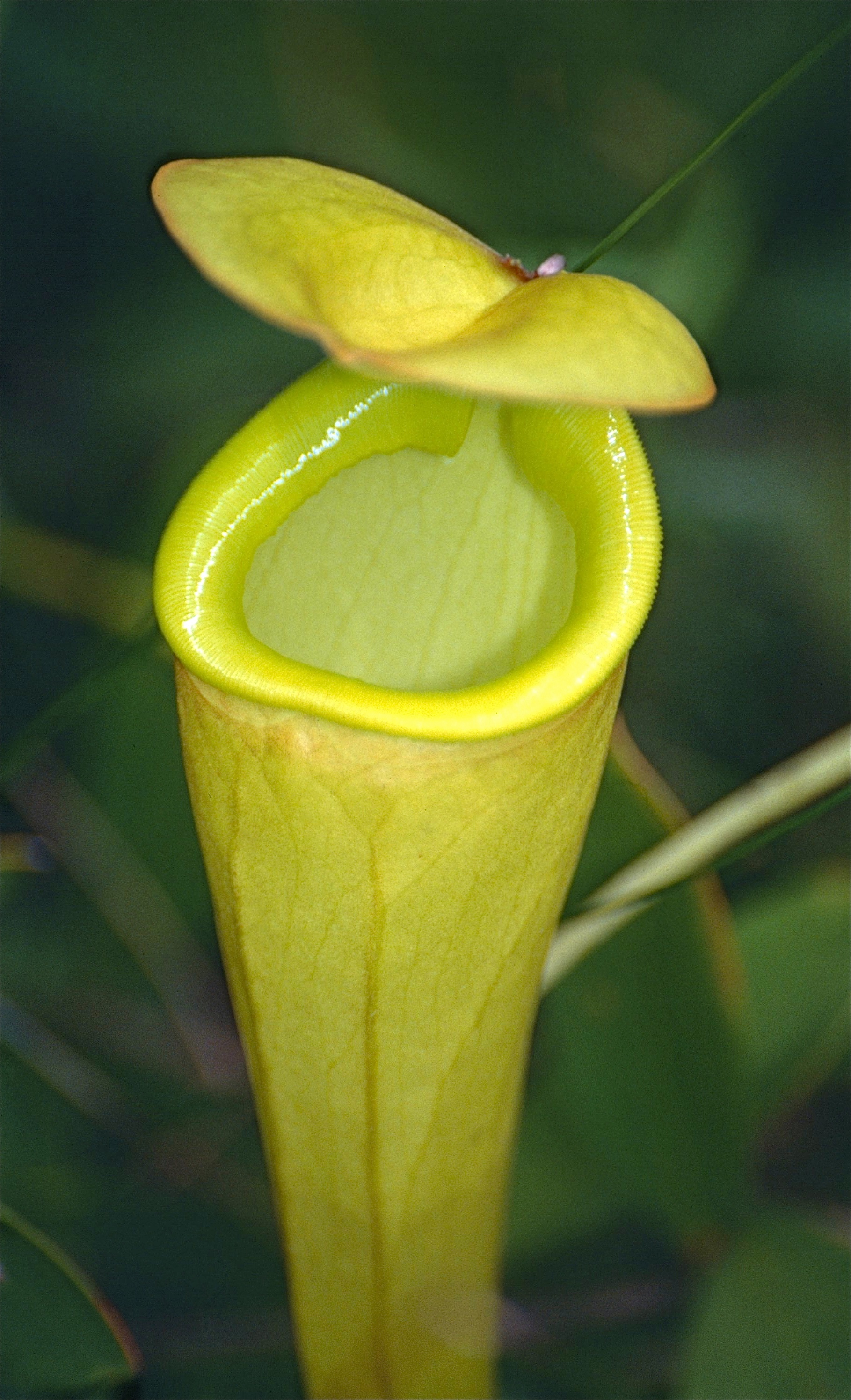
蓋と縁歯

円錐花序は長さ20-40cm。

## 分布と生育環境
マダガスカル島の南東部にある大草原の低湿地に群落が見られる。この地域は気候としては熱帯多雨林帯に含まれる。上記のようにそれぞれの株がブッシュ状に茂るので、湿地に集団が点在した状態になる。

## 分類
本種の分布域はこの属の最西端にあり、マダガスカル島にはもう1種 N. masoalensis がある。この2種と、それにやはり分布域の西端に近いセーシェルのセーシェルウツボカズラ、それにスリランカの N. distillatoria がそれぞれこの属の系統において基底近くから分枝していること、その中でもこの島の2種はあとの2種の次に分岐し、同一のクレードを作ることが報告されている。

## 利用
食虫植物として栽培されることがある。組織培養で繁殖させた株が販売されている。直射日光を与えるとよく、日本で暖かな期間はサラセニアなどと同じに野ざらしでよく生育するとも。ただし冬季は15℃程度を求める。